# Agustín Peña
Agustín Peña (Montevideo, 8 de marzo de 1989) es un futbolista uruguayo que se desempeña como defensa central o defensa lateral en el Torque de la Primera División de Uruguay.
Su primer club fue Montevideo Wanderers en donde hizo las divisiones inferiores. Es el hijo del exfutbolista uruguayo José Enrique «Pelado» Peña.
Tras salir de Huracán no consiguió club en que fichar, por lo que entrenó con la tercera categoría del Club Nacional de Football.

## Clubes
| Club                 | País      | Año       |
| -------------------- | --------- | --------- |
| Montevideo Wanderers | Uruguay   | 2008-2010 |
| Huracán              | Argentina | 2010-2011 |
| Atlético Tucumán     | Argentina | 2012-2013 |
| Nacional             | Uruguay   | 2013-2014 |
| Danubio              | Uruguay   | 2014-2018 |
| Torque               | Uruguay   | 2019-Act. |